# Тикарам, Моти
Моти Тикарам (англ. Moti Tikaram; 18 марта 1925, Лами — 17 мая 2012, Сува) — фиджийский юрист. Двоюродный дед певицы Таниты Тикарам и актёра Рамона Тикарама. Рыцарь-Командор Ордена Британской империи (1980), компаньон Ордена Фиджи.
Родился в семье наёмных работников индийского происхождения, прибывших на Фиджи из Карибского бассейна. Окончив школу на островах Фиджи, поступил в Оклендский университетский колледж, чтобы изучать журналистику, но затем предпочёл карьеру юриста и в 1955 году окончил юридический факультет Университета Виктории в Мельбурне.
Первоначально вёл частную практику, в 1959 г. был назначен исполняющим обязанности мирового судьи, в 1961 г. мировым судьёй. С 1967 г. исполнял обязанности члена Верховного суда Фиджи, став первым юристом местного происхождения, назначенным на эту должность. В 1970—1987 гг., с момента обретения страной независимости в качестве Доминиона Фиджи и до государственных переворотов 1987 года, занимал пост обмудсмена Фиджи и на момент отставки являлся самым длительно служащим омбудсменом в мире. В 1985 году стал первым представителем Фиджи в Международной комиссии юристов. В 1993—2000 гг. председатель Апелляционного суда Фиджи, затем в 2000—2002 гг. член Верховного суда Фиджи.
Одновременно с юридической карьерой был активным организатором спортивной жизни Фиджи. В разные годы возглавлял национальные ассоциации футбола, тенниса и настольного тенниса.